# Bernardo Loddo
Bernardo Loddo (Cagliari, 1926 – Sassari, 14 novembre 1979) è stato un virologo italiano.
Laureato in Medicina a Cagliari nel 1950 col massimo dei voti, si specializza presto in microbiologia e virologia sotto la guida di Giuseppe Brotzu. È noto per avere scoperto il ruolo della guanidina nella inibizione di virus quali quello della poliomielite, dimostrando la possibilità di arrestarne in modo selettivo la moltiplicazione senza compromettere la vitalità delle cellule non infette.